# Kleine wigstaartpijlstormvogel
De kleine wigstaartpijlstormvogel (Puffinus nativitatis) is een vogel uit de familie van de stormvogels en pijlstormvogels (Procellariidae). De vogel broedt op eilanden in het midden van de Grote Oceaan en foerageert op volle zee in een groot deel van deze oceaan rondom de evenaar.

## Kenmerken
De vogel is 33 tot 38 cm lang, met een spanwijdte van 83 tot 90 cm en een gewicht van 270 tot 415 g. Het is een middelgrote, relatief slanke en donker gekleurde pijlstormvogel. De vogel is overwegend donker chocoladekleurig bruin, alleen de ondervleugels zijn iets lichter door grijze randen van de ondervleugeldekveren. De vogel lijkt op de donkere fase van de  wigstaartpijlstormvogel (Ardenna pacifica) maar die is groter en heeft een langere staart en meer contrast tussen donkerbruin en grijs in het verenkleed.

## Verspreiding en leefgebied
De vogel broedt op een groot aantal eilanden in het midden van de Grote Oceaan zoals de eilanden van de staat Hawaï in het noorden tot aan de eilanden van de republiek Kiribati in het zuiden en de Marquesaseilanden (Frans-Polynesië) en Paaseiland in het oosten. Daar broeden de vogels in kolonies op rotsige hellingen. Buiten de broedtijd verblijft de vogel op volle zee en wordt soms gezien tot aan de kusten van Mexico en Noord-Chili en noordelijk tot bij de Bonin-eilanden (Japan).

Broedend exemplaar op nest
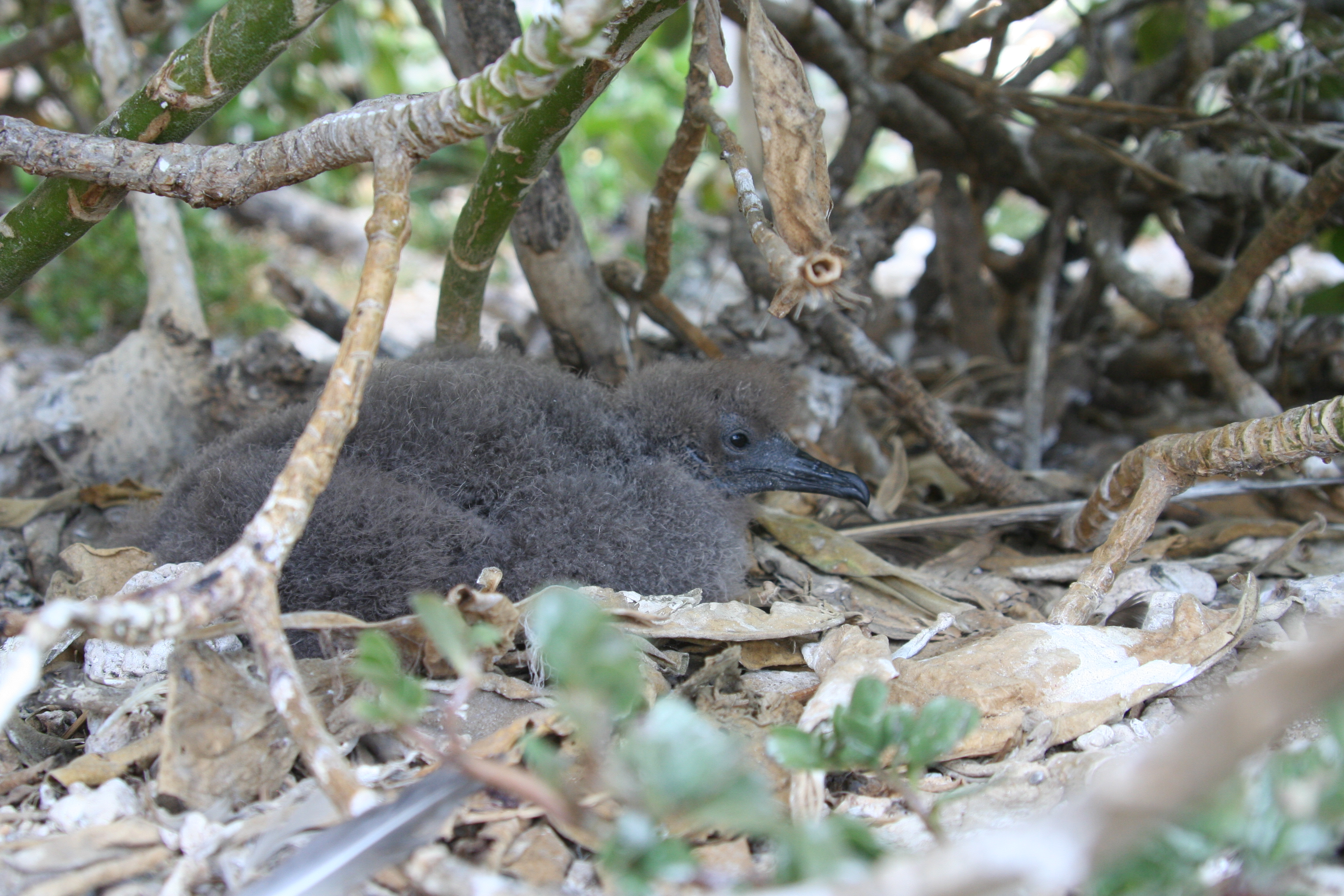
Onvolwassen vogel op nest

## Status
De kleine wigstaartpijlstormvogel heeft een groot verspreidingsgebied en daardoor is de kans op uitsterven zeer gering. De grootte van de wereldpopulatie werd in 2004 geschat op 150.000 individuen. Men veronderstelt dat de soort in aantal stabiel is. Om deze redenen staat deze zeevogel als niet bedreigd op de Rode Lijst van de IUCN.